# Vilemína z Milána
Vilemína Česká, též Blažena Přemyslovna, později v Itálii Guglielma Boema, nebo též Vilemína Milánská, případně přezdívkou Felix (asi 1210, Praha - 24. srpna 1281, Milán) byla údajně česká princezna z rodu Přemyslovců. Působila ve 13. století v italském Miláně jako řeholnice, mystička, charismatička. Po své smrti byla pohřbena v opatství Chiaravalle u Milána a začala být uctívána jako světice.
Na její odkaz navazovala náboženská skupina vilemínitů, která byla později prohlášena za heretickou a stíhána inkvizicí. Zákrok proti tomuto hnutí zasáhl i Vilemíninu památku. Její kult byl zrušen, ostatky vyzdviženy z hrobu a spáleny.

## Otázka českého původu
Vilemína se narodila v Praze kolem roku 1210 jako královská princezna, dcera krále Přemysla Otakara I. a jeho manželky Konstancie Uherské, sestra českého krále Václava I. (1205–1253) a (později svatořečené) Anežky (1208–1282).

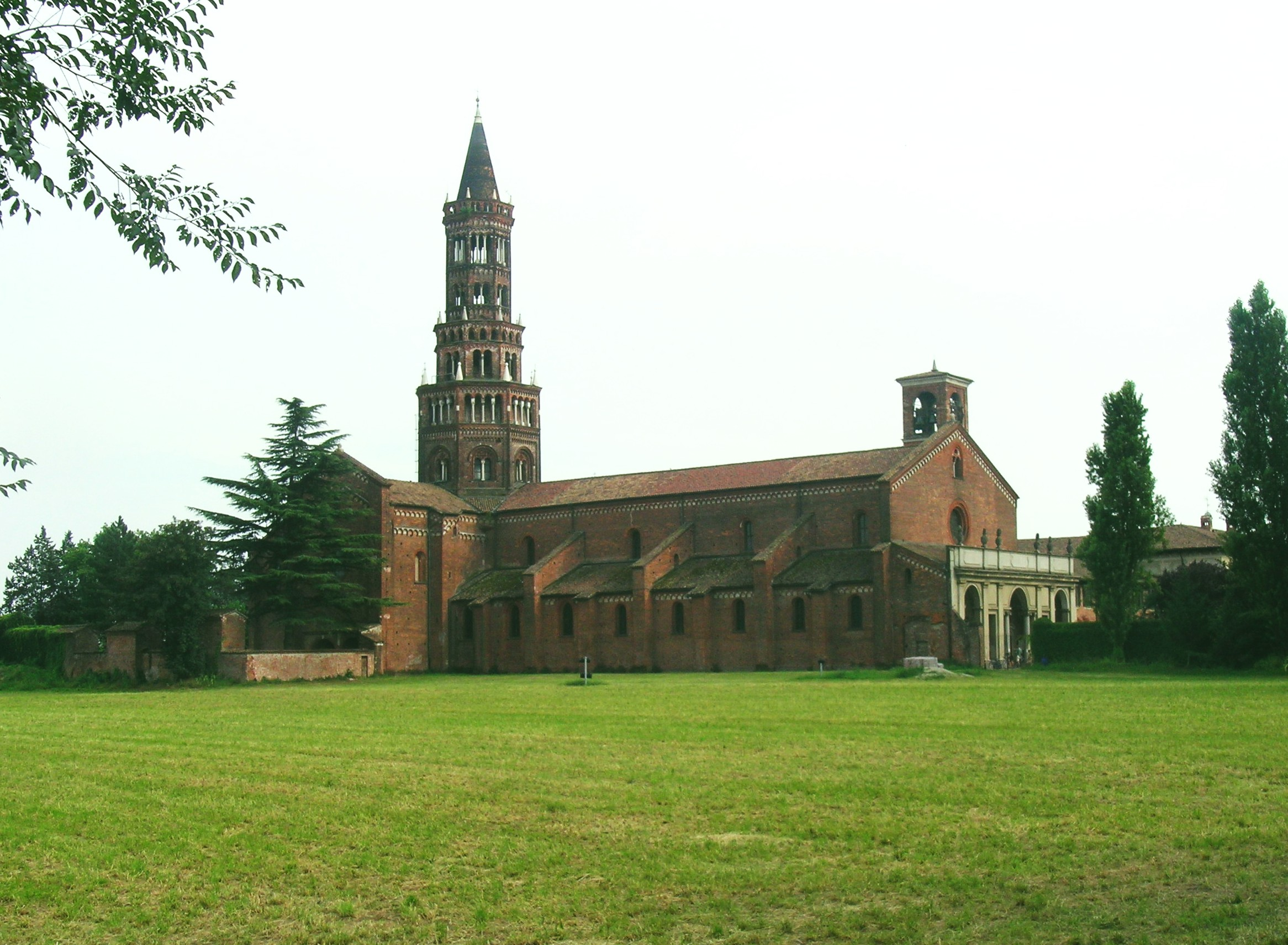
Cisterciácké opatství v Chiaravalle

O jejím životě nejsou až do 60. let 13. století zprávy. Mezi lety 1260–1270 přišla se synem do Milána, kde strávila zbytek života. Byla tam známa jako Guglielma Boema (Vilemína z Čech). Žila zprvu ve farnosti San Stefano in Bregonia nebo Borgogna, pak Pusterla Nuova, nakonec ve farnosti San Pietro all’Orto. Po příchodu do Milána navázala kontakt s cisterciáckým opatstvím Santa Maria di Chiaravalle nedaleko Milána, stojícím v místech, kde byli pohřbeni čeští bojovníci padlí při obléhání Milána (1158). Snad byla terciářkou cisterciáků. Proslula moudrostí, ctností a zbožností. Brzy se okolo ní shromáždil kruh ctitelů a věřících obojího pohlaví, laiků i řeholníků, resp. řeholnic, kteří v ní viděli učitelku. Byla jí přičítána zázračná uzdravení, říkalo se o ní, že měla stigmata. Ještě za života byla považována za světici.
Pokud lze odlišit její původní učení od nauky následovníků, kteří rozvíjeli její skutečné nebo domnělé učení po její smrti (jediným pramenem je inkviziční protokol z roku 1300), měly být jeho podstatou teorie o vykoupení nevěřících a o významu ženského pokolení pro spásu lidstva. Již současníky byla považována za ztělesnění svatého Ducha (což prý sama považovala za rouhání). V blíže neznámé době byla předvolána před inkviziční soud, ale nebyla odsouzena.
Na základě inkvizičního protokolu z roku 1300 ji František Palacký zařadil do genealogie Přemyslovců a rekonstruoval její české jméno v podobě Blažena. Spekulovalo se o tom, že Vilemína byla pravděpodobně nucena odejít z českých zemí z důvodu porážky jejího synovce Přemysla Otakara II. habsburským vojskem.
Snaha přívrženců informovat o její smrti českého krále a snad i získat jeho podporu pro jednání o svatořečení byla neúspěšná; poselstvo dorazilo do Prahy pravděpodobně v září nebo říjnu 1281, v době braniborské okupace po bitvě na Moravském poli. Její prozatímně pohřbené tělesné ostatky byly po návratu poselstva přeneseny a znovu slavnostně pohřbeny v opatství Chiaravalle, jemuž odkázala majetek. Na hřbitově byly uloženy do zvláštní hrobky vyzdobené freskou, na níž ji svatý Bernard představuje Panně Marii. Tehdy se začala legenda o jejím učení a svatosti rozvíjet. Cisterciáci v Chiaravalle začali slavit výroční den jejího úmrtí a přenesení ostatků jako svátky a kázali v těchto dnech o nové světici. Zprávy o zázracích přitahovaly poutníky a nemocné očekávající uzdravení. Někteří stoupenci ji dokonce začali považovat přímo za ženské ztělesnění Krista a svatého Ducha, snili o vytvoření ženské církve s papežkou a kardinálkami, která jedině mohla spasit lidstvo.
Pochybnosti o tom, že skutečně byla dcerou českého krále, vyvstaly v historické obci již v 19. století a trvají dodnes. V současné době se většina badatelů (mezi nimi Josef Žemlička) přiklání spíše k mínění, že jde o zbožnou legendu Vilemíniných uctívačů, a Vilemínin skutečný původ pokládá za nejistý. Tvorbě legend kolem jejího původu nasvědčuje i zpráva v Kolmarské kronice z roku 1301: „V předešlém roce přišla z Anglie velmi krásná a stejně tak výřečná žena, která říkala, že je Duchem svatým vtěleným pro spásu žen, a křtila ženy ve jménu Otce, Syna a sebe.“

## Život vMiláně
Vilemína spolu se svým synem, o němž není nic dalšího známo, dorazila do Milána roku 1260–1270 neznámo odkud a usadila se zde. I přesto, že přesvědčení jejích stoupenců vykazuje určité podobnosti s jinými nekonformními skupinami severní Itálie té doby, např. herezi svobodného ducha a valdenskými, její spojitost s těmito skupinami nebyla dokázána. Ve výpovědích z inkvizičního spisu je popisována jako osoba, která žila skromný život v domku poskytnutém jí (patrně výměnou za slib zbožného odkazu) opatstvím Chiaravalle, oblékala se do prostých šatů, věnovala se charitativní činnosti a vždy byla obklopena svými obdivovateli.  Pravděpodobným datem jejího úmrtí je 24. srpen 1281.

## Vilemínin kult
Záznamy jsou skrovné, ale uvádí se, že Vilemínin zbožný život započal v roce 1262. Postupně začala přitahovat stoupence z různých, i vyšších společenských vrstev. Někteří její stoupenci, později nazvaní vilemínité, ji vnímali jako ženské vtělení Ducha svatého a přisuzovali ji léčitelské schopnosti. Za nejvýznamnější osobnosti této skupiny jsou považováni Ondřej Saramita a Manfréda z Pirovana, kteří Vilemínu uctívali a kult udržovali i po její smrti. Vilemína o sobě sama jako o vtělení Ducha svatého nemluvila. Byla úzce spjata s cisterciáckým klášterem v Chiaravalle, kam byly poté převezeny její ostatky.  Toto místo také sloužilo k pozdější rituální činnosti vilemínitů. Na začátku inkvizičního procesu v roce 1300 byla považována za světici, nicméně na základě výpovědí svědků byla prohlášena za kacířku a její ostatky byly spáleny souběžně s upálením Manfrédy a Ondřeje.

## Vilemína vliteratuře
Vilemína se stala jednou z postav historického románu Dítě z Apulie od spisovatelky Ludmily Vaňkové a také románu Bílá voda Kateřiny Tučkové.